# Emporio
Un emporio (in greco antico: ἐμπόριον?, empòrion) era, nel Mediterraneo antico, una località marittima adibita allo scarico, al deposito e alla vendita di merci. Il termine è stato poi traslato nel linguaggio moderno con il senso generico di luogo dove si svolge un'attività commerciale, divenendo talvolta sinonimo di grande magazzino o di negozio al dettaglio.

## Etimologia
Il termine deriva dal greco antico pèiro ('(io) attraverso', 'oltrepasso'), da cui pòros ('passaggio', specialmente marittimo) e poi èmporos ('passeggero', 'viaggiatore', specialmente con finalità commerciali), che a sua volta ha prodotto empòrion, che indica precisamente il luogo di approdo di un viaggiatore marittimo.

## Storia
Tutti i popoli antichi che abitavano sulle sponde del  mar Mediterraneo e che praticavano il commercio possedevano luoghi di approdo, dove le merci importate venivano direttamente scambiate con prodotti locali. Ma fu soprattutto con i Fenici e con i Greci, a partire dall'VIII secolo a.C., che tali luoghi cominciarono ad avere una organizzazione funzionale al loro scopo, dotandosi di specifiche infrastrutture, che suddividevano lo spazio in aree dedicate alle varie attività commerciali. Gli empori ebbero grande importanza non solo per l'incremento delle attività mercantili, ma anche per lo sviluppo urbano, giacché spesso intorno ad essi nacquero e si svilupparono importanti città, come Calcide, sull'isola greca di Eubea, o Nasso in Sicilia.
Tuttavia, anche inseriti in un contesto urbano, gli empori continuarono ad essere percepiti come aree a sé stanti e spesso i loro confini erano segnalati da cippi, quando non addirittura marcati con cinte murarie. Sebbene persistano ancora molti dubbi in merito, è assai probabile che gli empori, o almeno molti di essi, godessero di uno status fiscale particolare, assimilabile a quello degli attuali porti franchi. È certo che nel loro ambito operavano dei magistrati preposti a vigilare sul rispetto delle norme commerciali vigenti, che in greco erano chiamati epimeletài tou emporìou.

### Due esempi: Atene e Roma
L'emporio meglio conosciuto dell'antichità classica è quello che sorgeva presso il Pireo, il porto di Atene. Esso si trovava nella parte più interna dell'insenatura portuale. Disponeva di una lunga banchina, divisa in tante sezioni, ciascuna riservata ad un particolare tipo di nave. Contigua ad essa si estendeva una piazza, utilizzata per le operazioni di carico e scarico, mentre tutto intorno sorgevano cinque portici colonnati per l'esposizione e la vendita dei prodotti.
L'emporio di Roma, allestito all'inizio del II secolo a.C., era collocato tra le pendici del colle Aventino e il fiume Tevere. Le navi mercantili lo raggiungevano risalendo la corrente da Ostia. In origine si presentava semplicemente come un insieme di magazzini, ma qualche decennio dopo la sua nascita, a seguito della notevole crescita commerciale della città, venne lastricato e recintato. In seguito la sua identità topografica venne meno, perché esso entrò a far parte del gigantesco sistema di banchine, scali e magazzini che, con la progressiva trasformazione di Roma in metropoli, si affollarono lungo le sponde del Tevere.

### Altri importantiempòria
Gli empòria furono creati lungo le coste del Mediterraneo presso le strategiche stazioni che diventavano veri e propri punti di contatto tra culture lontane. Qui di seguito faremo un excursus (sicuramente poco esaustivo) dei punti di contatto a noi noti.
- Troia. La città dell'Iliade era un importante crocevia tra occidente ed oriente in epoca minoica.
- Naucratis. In passato questa città egiziana fece da "ponte" tra la civiltà greca e quella egizia.
- Thapsos. Fino al XIII secolo a.C. dovette essere un emporio miceneo e cipriota in Sicilia.
- Gela. La città che tra il VI e il V secolo a.C. era tra le più importanti del mondo greco era dotata di un fiorente emporio distrutto in passato.
- Agrigento. L'emporio siceliota di Akragas fu costruito nel VII secolo a.C. alla foce del fiume Akragas a San Leone.
- Empúries (in latino Emporiae). Fondata dai focesi di Massalia nella prima metà del VI secolo a.C. sul golfo di Roses, in Catalogna.